# Paonias excaecata
Paonias excaecata is een vlinder uit de familie van de pijlstaarten (Sphingidae). De wetenschappelijke naam van de soort werd in 1797 gepubliceerd door James Edward Smith.

## Verspreiding
De soort is te vinden in Nova Scotia, New Brunswick en Prince Edward Island en in de rest van Canada tot aan Brits-Columbia . In het oosten van de Verenigde Staten komt de soort voor van de noordelijke landsgrens tot Florida. De westelijke grens van het verspreidingsgebied binnen de Verenigde Staten reikt tot oost-Californië en de zuidelijke grens reikt tot centraal Texas.